# Sjahbandar
Een sjahbandar (Perzisch S̲h̲āhbandar, Havenmeester), was oorspronkelijk een ambtenaar in de havens van het Safawidische rijk in Perzië. Van daaruit verspreidde het ambt zich naar andere havens rond de Indische Oceaan en verder. De sjahbandar hield toezicht op alle handelaren in de haven en op de inning van tollen (in- en uitvoerbelasting). In Perzië werd de term later gebruikt voor de ambtenaar die de belangen behartigde van de Ottomaanse kooplieden die in Perzië actief waren.
In de havens van de VOC in Azië werd de term ook gebruikt. Omdat de sjahbandar als tussenpersoon fungeerde tussen de autoriteiten en de kooplieden werd hij ook wel 'voorspraak der vreemdelingen' genoemd. Zonder zijn toestemming was handel niet mogelijk. Hij verleende hiervoor de nodige passen. Voorname bezoekers werden door hem namens de autoriteiten verwelkomd. Een andere naam voor de functie was licentiemeester. In Batavia heette de functie sinds 1620 ook ontvanger-generaal. Het ambt van sjahbandar was erg in trek bij het VOC-personeel, omdat het veel mogelijkheden verschafte om al of niet legaal bij te verdienen. Hij kon bijvoorbeeld tegen een commissie privéhandel oogluikend toestaan. Een vergelijkbare functie was de mierbaer (van het Perzische mir-bahr) maar de mierbaer was lager in rang dan de sjahbandar.